# UGC 2270
PGC 10627 = UGC 2270 ist eine Spiralgalaxie vom Hubble-Typ Sb im Sternbild Perseus am Nordsternhimmel. Sie ist schätzungsweise 226 Millionen Lichtjahre von der Milchstraße entfernt. Gemeinsam mit UGC 2261 und UGC 2380 bildet sie die Galaxiengruppe "LGG 77".

## UGC 2270-Gruppe (LGG 77)
| Galaxie   | Alternativname | Entfernung/Mio. Lj |
| --------- | -------------- | ------------------ |
| PGC 10627 | UGC 2270       | 228                |
| UGC 2261  | PGC 10608      | 221                |
| UGC 2380  | PGC 11011      | 214                |